# 국교

국교가 정해진 나라:
기독교
이슬람교
불교
국교 없음

국교(國敎, 영어: state religion)는 국가에 의해 공인된 종교를 뜻한다. 주로 종교국가를 지향하는 나라들의 경우 종교의 통일을 통한 국론의 일치와 이념의 통일을 목적으로 하고 있다.

## 개요
현대에는 종교의 자유를 허용하는 민주주의적 원칙이 확산됨에 따라, 국교가 헌법으로 규정된 나라는 많지 않다. 국교를 정하는 국가와는 반대로 국교를 정하지 않는 나라를 세속 국가(世俗國家, secular state)라고 한다.
한국의 경우, 역사적으로 신라 및 고려는 불교를 국교로 삼고 종교의식을 국가적으로 행하였으나 다른 신앙이 박해되지는 않았다. 조선은 유교 사상 부흥의 일환으로 불교를 억제시키는 경향을 보였으며, 로마 가톨릭교회를 사교로 몰아 박해하기도 하였다. 대한민국은 헌법 제20조에 따라 국교를 부인하고 종교의 자유를 최대한으로 보장하고 있다. 조선민주주의인민공화국은 사회주의헌법 제68조에서 신앙의 자유를 허용하고 있으나, "외세를 끌어들이거나 국가사회질서를 해치는데 이용할 수 없다."는 단서로 인하여 현실적인 종교의 자유는 제한된다.

## 국교가 있는 나라

### 불교(상좌부 불교)
- 미얀마
- 스리랑카
- 캄보디아

### 불교 (티베트 불교)
- 부탄 (카규파)

### 이슬람 (종파의 구분이 없거나 혼합)
- 바레인
- 예멘
- 지부티
- 쿠웨이트

### 이슬람 (수니파)
- 사우디아라비아
- 리비아
- 말레이시아
- 모로코
- 모리타니
- 몰디브
- 방글라데시
- 브루나이
- 소말리아
- 아랍에미리트
- 아프가니스탄
- 알제리
- 요르단
- 이집트
- 카타르
- 코모로
- 튀니지
- 파키스탄
- 서사하라

### 이슬람 (시아파)
- 이라크 (사실상)
- 이란

### 이슬람 (이바디파)
- 오만

### 가톨릭
- 모나코
- 몰타
- 바티칸 시국
- 코스타리카

### 정교회
- 그리스
- 키프로스

### 개신교
- 덴마크 (루터교회)
- 영국 (성공회)
- 잠비아: (성공회)
- 통가: 투발루와 통가는 개신교 선교사들의 영향으로 개신교 국가화했다, 통가에서는 감리교가 국교이다.
- 투발루 (투발루 개혁교회)
- 아이슬란드: (루터교회)

## 같이 보기
- 정교분리
- 세속국가